# Cartagena (Cile)
Cartagena è un comune del Cile, capoluogo della provincia di San Antonio nella regione di Valparaíso. Al censimento del 2002 possedeva una popolazione di 16.875 abitanti.

## Società

### Evoluzione demografica
| Censimento del 1992 | Censimento del 2002 |
| 11.906 ab.          | 16.875 ab.          |